# 클라이드 맥패터

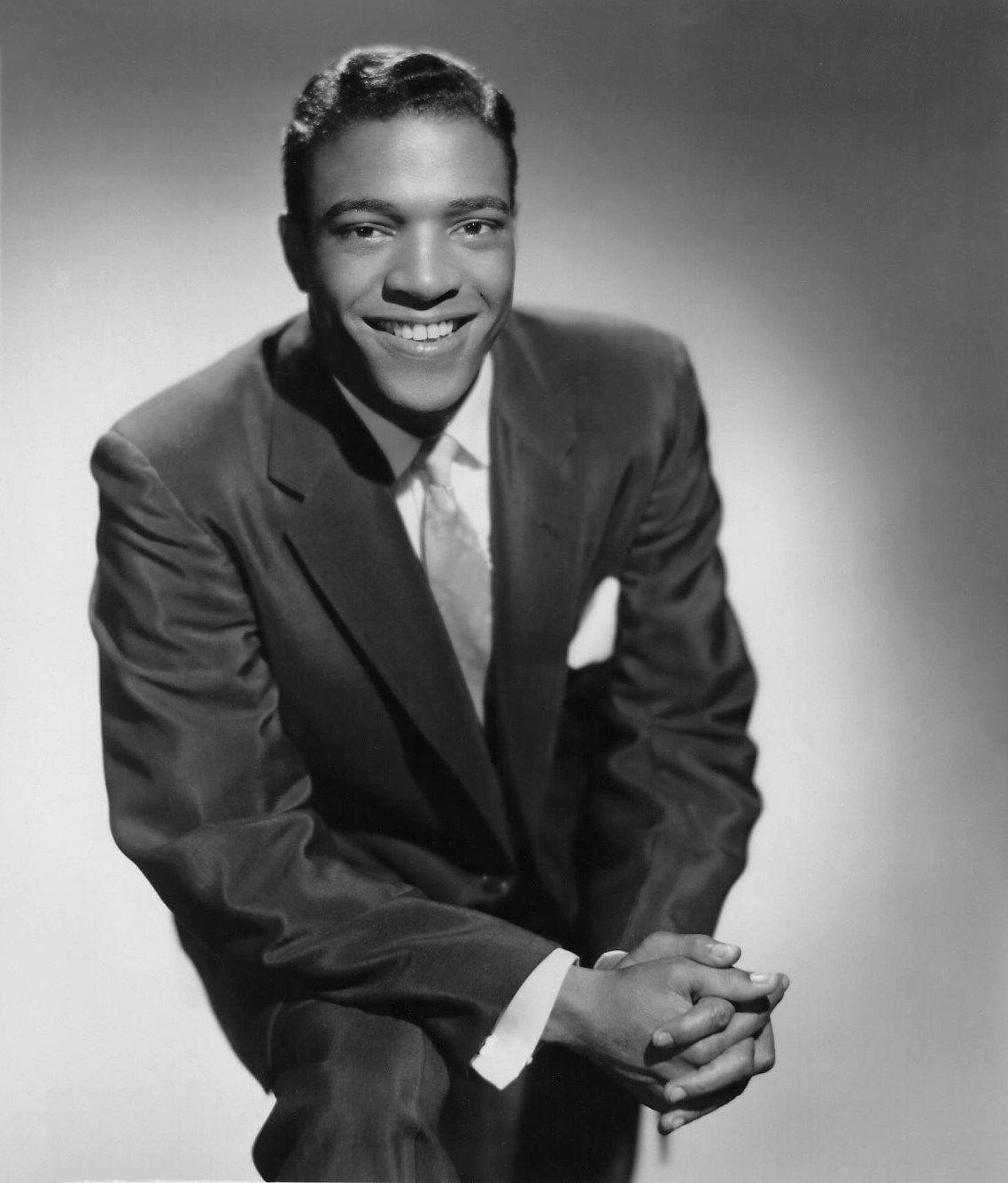

클라이드 맥패터(Clyde McPhatter, 본명: Clyde Lensley McPhatter, 1942년 11월 15일 ~ 1972년 6월 13일)는 미국의 리듬 앤 블루스, 솔, 로큰롤 가수이다. 1950년대와 1960년대 초의 가장 많이 모방되는 R&b 가수들 가운데 한 명이었으며 두옵과 R&B의 형성에 있어 중요한 인물이었다.
맥패터의 높은 피치의 테너 목소리는 그의 생애 초기의 많은 부분에서 노래를 불렀던 복음 음악에 녹아들었다. 그가 10대 때 결성한 가스펠 그룹 '마운트 레바논 싱어스'의 리드 테너 가수였다.
맥패터는 22년 이상의 레코딩 역사의 유산을 남겼다. 록앤롤 명예의 전당에 2번 입성한 최초의 가수였으며 솔로 아티스트로서 처음이었고 나중에 드리프터스의 일원이 되었다.